# Unpretty
«Unpretty» es una canción del grupo estadounidense TLC. Producida por Dallas Austin y coescrita por Austin y la integrante del grupo Tionne "T-Boz" Watkins para el tercer álbum de la banda, FanMail (1999). Austin ayudó a Watkins a adaptar el poema en una canción de empoderamiento para su base de fans femenina para superar los sentimientos de insuficiencia física después de ver un episodio de Ricki Lake.
"Unpretty" fue el segundo sencillo publicado de FanMail. La canción marcaría el cuarto y último número uno del grupo en Estados Unidos en los Billboard Hot 100, estando tres semanas consecutivas en primera posición de las listas, y el segundo sencillo número uno consecutivo del álbum, seguido de "No Scrubs". En el resto del mundo, el sencillo alcanzó la primera posición en Islandia, y entró en el top 10 en Australia, Canadá, Irlanda, Noruega, Nueva Zelanda, Reino Unido, Suecia, Suiza y los Países Bajos. Fue nominada a Canción del año y Mejor interpretación pop vocal por un dúo o grupo en la 42° entrega de los Premios Grammy.

## Antecedentes y composición
Tionne Watkins estaba en el hospital cuando concibió la idea de "Unpretty", después de ver un episodio de Ricki Lake en el que los hombres del programa llamaban a las mujeres "cerdas gordas". Ella escribió la canción como un poema y se la dio a Dallas Austin para que la grabara en la cabina. Austin quería incorporar la música de TLC en un sonido de rock alternativo y folk. Escribió la canción como una "canción pop impulsada por acústica" para que la gente concibiera a TLC como un grupo establecido. VH1 describió la canción como una "vibra de rock alternativo".

## Desempeño comercial
La canción alcanzó la primera posición en los Billboard Hot 100, estando tres semanas en el top, y es el segundo sencillo número uno consecutivo del álbum, seguido de "No Scrubs". En el resto del mundo, el sencillo alcanzó la primera posición en Islandia, y entró en el top 10 en Australia, Canadá, Irlanda, Noruega, Nueva Zelanda, Reino Unido, Suecia, Suiza y los Países Bajos. 

## Video musical

### Antecedentes
Paul Hunter dirigió el video de la canción, el cual fue filmado en junio de 1999 en Valencia, California con un costo de producción sobre los 1.6 millones de dólares. Una versión corta del video fue creada, la cual fue estrenada para una audiencia general (como "Versión para niños"), la cual eliminó las historias de Watkins y Lopes, pues muchas de las escenas eran demasiado explícitas. 

### Sinopsis
El video comienza con los miembros de TLC entrando en una cabaña de meditación. Cuando las tres mujeres comienzan a meditar, se lanza una cámara de prueba para grabar imágenes de luchas en la vida diaria, que une viñetas de varias historias diferentes relacionadas con la letra de la canción. Varias tomas de TLC meditando y en un campo de flores de color rosa y violeta se muestran de forma intermitente a lo largo del video.
El conjunto principal de viñetas presenta a una mujer joven, interpretada por la integrante de la banda Chilli, y una adolescente con sobrepeso (interpretada por la actriz Tamika Katon-Donegal). El novio de Chilli la convence de que se ponga implantes mamarios para aumentar su modesto busto. Sin embargo, después de que ve a otro paciente en el hospital (interpretado por la cantante Jade Villalon) que le quitan los implantes dolorosamente, la mujer huye del hospital con miedo y luego se le muestra peleando con su novio cuando lo pilla leyendo revistas de mujeres tetonas. La otra chica está preocupada por encajar en la imagen "ideal" de la pequeña supermodelo y, como resultado, está luchando contra la bulimia. Cerca del final del video, sin embargo, rompe las imágenes poco realistas de modelos que ha pegado en su pared y se cambia a un traje de baño, una señal de que puede estar comenzando a aceptar la forma de su cuerpo. 
Otra viñeta presenta a Watkins como una estudiante de secundaria que es acosada por dos niños blancos porque es una niña (lo que se basa en hechos reales que enfrentó en la escuela secundaria), solo para ser salvada por su maestra, quien envía a los niños blancos lejos y recupera sus cosas para ella. La última viñeta presenta a Lopes como una mujer del centro de la ciudad que toca su verso de "I'm Good at Being Bad", otra pista de FanMail, a su amiga en su auto. Se encuentran con una pandilla de la ciudad, a la que se acerca una pandilla rival que comienza a amenazarlas. Las dos pandillas comienzan a pelear, lo que se vuelve tan violento que los cuchillos y las armas están involucrados y Lopes y su amiga se agachan para cubrirse cuando la ventana de su auto está dañada. Cuando la pelea cede, Lopes deja el auto para ayudar a los sobrevivientes heridos y apenas conscientes que quedan. Uno de los supervivientes ha resultado herido de muerte por haber sido apuñalado en el corazón, por lo que Lopes aplica presión en el pecho para detener la hemorragia y reza mientras esperan que llegue la policía. Lopes también aparece en las tomas del video "Unpretty" recitando la letra de la canción en lenguaje de señas americano. 

## Listados de la pista
|  | - US CD single (green cover) 1. "Unpretty" (album version) – 4:38 2. "Unpretty" ("Don't Look Any Further" remix) – 4:25 - UK CD 1 of 2 (green cover) 1. "Unpretty" (radio version) – 4:08 2. "No Scrubs" (radio version) – 4:06 3. "Diggin' on You" (radio version) – 4:13 - UK CD 2 of 2 (blue cover) 1. "Unpretty" (radio version) – 4:08 2. "Unpretty" (M. J. Cole remix—vox up] – 4:48 3. "Unpretty" ("Don't Look Any Further" remix) – 4:25 | - European CD single (green cover) 1. "Unpretty" (radio version) – 4:05 2. "Unpretty" (M. J. Cole remix—vox up] – 4:46 - European maxi-CD single (blue cover) 1. "Unpretty" (radio version) – 4:01 2. "Unpretty" ("Don't Look Any Further" remix w/o rap) – 4:26 3. "Unpretty" ("Don't Look Any Further" remix w/ rap) – 4:26 4. "Unpretty" (Pumpin' Dolls radio mix) – 4:03 5. "Unpretty" ("Don't Look Any Further" remix—Big Boyz dub mix) – 5:00 6. "Unpretty" (Pumpin' Dolls club mix) – 8:59 |

## Créditos y personal
Créditos de "Unpretty" adaptados por AllMusic.
- Sharliss Asbury – A&R
- Dallas Austin – arranger, compositor, productor ejecutivo, productor
- Leslie Brathwaite - ingeniero
- MJ Cole – productor, remezcla
- Regina Davenport – A&R
- Jonathan Donker – ingeniero, mezclas, productor, remezcla
- Kenneth Edmonds – productor ejecutivo
- Dennis Edwards – compositor
- Franne Golde – compositor
- Duane Hitchings - compositor
- Ty Hudson – asistente
- Debra Killings – bajo, voces (de fondo)
- Tom Knight – batería
- Mike "Mad" Lewin – ingeniero, mezclas, productor, remezcla

- Andrew Lyn – asistente de remezcla
- Carlton Lynn – ingeniero
- Tomi Martin – guitarra
- Vernon Mungo – asistente
- Charlie O'Brien – coordinador creativo
- Herb Powers – masterización
- Kawan "KP" Prather – A&R
- L.A. Reid – productor ejecutivo
- Rick Sheppard – diseño
- Alvin Speights – mezclas
- TLC – concepto creativo, productoras ejecutivas, artistas principales
- Candy Tookes – A&R
- D.L. Warfield – dirección artística, diseño
- Tionne "T-Boz" Watkins – compositora

## Listas

### Listas semanales
| Listas (1999)                          | Mejor posición |
| -------------------------------------- | -------------- |
| Australia (ARIA)                       | 3              |
| Austria (Ö3 Austria Top 40)            | 24             |
| Bélgica (Flandes) (Ultratop 50)        | 13             |
| Bélgica (Valonia) (Ultratop 50)        | 30             |
| Canadá (RPM Top Singles)               | 3              |
| Canadá (RPM Adult Contemporary)        | 12             |
| Canadá (RPM Dance/Urban)               | 3              |
| Europa (Eurochart Hot 100)             | 9              |
| Finlandia (OFC)                        | 12             |
| Francia (SNEP)                         | 32             |
| Alemania (Offizielle Deutsche Charts)  | 16             |
| Hungría (Mahasz)                       | 8              |
| Islandia (Íslenski Listinn Topp 20)    | 1              |
| Irlanda (IRMA)                         | 4              |
| Italia (Musica e dischi)               | 20             |
| Países Bajos (Dutch Top 40)            | 6              |
| Países Bajos (Mega Single Top 100)     | 8              |
| Nueva Zelanda (Recorded Music NZ)      | 3              |
| Noruega (VG-lista)                     | 10             |
| Escocia (Scottish Singles Sales Chart) | 11             |
| España (Top 100 Canciones)             | 20             |
| Suecia (Sverigetopplistan)             | 8              |
| Suiza (Schweizer Hitparade)            | 9              |
| Reino Unido (UK Singles Chart)         | 6              |
| Reino Unido (UK R&B Chart)             | 1              |
| Estados Unidos (Billboard Hot 100)     | 1              |
| US Hot Dance Singles Sales (Billboard) | 18             |
| Estados Unidos (Hot R&B/Hip-Hop Songs) | 4              |
| Estados Unidos (Mainstream Top 40)     | 3              |
| Estados Unidos (Rhythmic)              | 10             |

### Listas de fin de año
| Listas (1999)                        | Posición |
| ------------------------------------ | -------- |
| Australia (ARIA)                     | 37       |
| Bélgica (Ultratop 50 Flanders)       | 97       |
| Canada Top Singles (RPM)             | 22       |
| Canada Adult Contemporary (RPM)      | 79       |
| Canada Dance/Urban (RPM)             | 33       |
| Europa (Eurochart Hot 100)           | 62       |
| Alemania (Official German Charts)    | 96       |
| Países Bajos (Dutch Top 40)          | 33       |
| Países Bajos (Single Top 100)        | 95       |
| Nueva Zelanda (Recorded Music NZ)    | 11       |
| Rumania (Romanian Top 100)           | 29       |
| Suecia (Sverigetopplistan)           | 50       |
| UK Singles (OCC)                     | 85       |
| US Billboard Hot 100                 | 20       |
| US Hot R&B/Hip-Hop Songs (Billboard) | 57       |
| US Mainstream Top 40 (Billboard)     | 17       |
| US Rhythmic (Billboard)              | 24       |

### Listas de fin de década
| Lista (1990–1999)    | Posición |
| -------------------- | -------- |
| US Billboard Hot 100 | 76       |